# Karin Köllerer
Karin Köllerer (ur. 8 października 1970 w Oberalm) – austriacka narciarka alpejska.

## Kariera
Po raz pierwszy na arenie międzynarodowej pojawiła się w 1988 roku, startując na mistrzostwach świata juniorów w Madonna di Campiglio. Zajęła tam 13. miejsce w supergigancie, 16. w zjeździe i 20. miejsce w gigancie.
W zawodach Pucharu Świata zadebiutowała 6 stycznia 1989 roku w Schwarzenbergu, gdzie zajęła 25. miejsce w gigancie. Pierwsze punkty (w latach 1980–1991 punktowało 15 najlepszych zawodniczek) wywalczyła 22 grudnia 1990 roku w Morzine, gdzie zajęła trzynaste miejsce w kombinacji. Na podium zawodów tego cyklu pierwszy raz stanęła 28 marca 1993 roku w Åre, kończąc rywalizację w slalomie na drugiej pozycji. W zawodach tych rozdzieliła Vreni Schneider ze Szwajcarii i swoją rodaczkę, Christinę Riegel. W kolejnych startach jeszcze trzy razy stawała na podium, za każdym razem w slalomie: 29 grudnia 1999 roku w Lienzu była trzecia, 14 stycznia 2001 roku we Flachau zajęła drugie miejsce, a 18 lutego 2001 roku w Garmisch-Partenkirchen ponownie była trzecia. W sezonie 2000/2001 zajęła 19. miejsce w klasyfikacji generalnej, a w klasyfikacji slalomu była czwarta.
Wystartowała na mistrzostwach świata w Sierra Nevada w 1996 roku, gdzie zajęła dziewiąte miejsce w slalomie, a giganta nie ukończyła. Była też między innymi szósta w slalomie podczas mistrzostw świata w Vail/Beaver Creek w 1999 roku i mistrzostw w Sankt Anton dwa lata później. Nigdy nie startowała na igrzyskach olimpijskich.
Jej mężem jest Atle Skårdal, mają dwoje dzieci.

## Osiągnięcia

### Mistrzostwa świata
| Miejsce | Dzień     | Rok  | Miejscowość       | Konkurencja | Czas biegu | Strata | Zwyciężczyni          |
| ------- | --------- | ---- | ----------------- | ----------- | ---------- | ------ | --------------------- |
| DNF2    | 22 lutego | 1996 | Sierra Nevada     | Gigant      | 2:10,74    | -      | Deborah Compagnoni    |
| 9.      | 24 lutego | 1996 | Sierra Nevada     | Slalom      | 1:31,46    | +1,92  | Pernilla Wiberg       |
| DNF2    | 9 lutego  | 1997 | Sestriere         | Gigant      | 2:39,19    | -      | Deborah Compagnoni    |
| DNF1    | 11 lutego | 1999 | Vail/Beaver Creek | Gigant      | 2:08,54    | -      | Alexandra Meissnitzer |
| 6.      | 13 lutego | 1999 | Vail/Beaver Creek | Slalom      | 1:33,97    | +1,25  | Zali Steggall         |
| 6.      | 7 lutego  | 2001 | St. Anton         | Slalom      | 1:32,95    | +1,77  | Anja Pärson           |

### Mistrzostwa świata juniorów
| Miejsce | Dzień       | Rok  | Miejscowość          | Konkurencja | Czas biegu | Strata | Zwyciężczyni           |
| ------- | ----------- | ---- | -------------------- | ----------- | ---------- | ------ | ---------------------- |
| 16.     | 27 stycznia | 1988 | Madonna di Campiglio | Zjazd       | 1:15,24    | +2,05  | Andrea Schwarzenberger |
| 13.     | 28 stycznia | 1988 | Madonna di Campiglio | Supergigant | 1:16,26    | +2,18  | Sabine Ginther         |
| 20.     | 29 stycznia | 1988 | Madonna di Campiglio | Gigant      | 1:53,22    | +2,90  | Sabine Ginther         |

### Puchar Świata

#### Miejsca w klasyfikacji generalnej
- sezon 1990/1991: 52.
- sezon 1991/1992: 71.
- sezon 1992/1993: 34.
- sezon 1994/1995: 81.
- sezon 1995/1996: 40.
- sezon 1996/1997: 53.
- sezon 1997/1998: 64.
- sezon 1998/1999: 34.
- sezon 1999/2000: 31.
- sezon 2000/2001: 19.
- sezon 2001/2002: 94.

#### Miejsca na podium
1. Åre – 28 marca 1993 (slalom) – 2. miejsce
2. Lienz – 29 grudnia 1999 (slalom) – 3. miejsce
3. Flachau – 14 stycznia 2001 (slalom) – 2. miejsce
4. Garmisch-Partenkirchen – 18 lutego 2001 (slalom) – 3. miejsce